# نيوزا سيلفا
نيوزا سيلفا (بالبرتغالية: Neuza Silva‏) مواليد 4 مايو 1983 في سيتوبال، هي لاعبة كرة مضرب برتغالية سابقة بدأت مسيرتها كمحترفة سنة 1999 وكانت تلعب باليد اليمنى، اعتزلت اللعب في 2010. أعلى تصنيف لها في الفردي كان المركز الـ 133 في سنة 2009. أعلى تصنيف لها في الزوجي كان المركز الـ 185 في سنة 2008.

## الخط الزمني للفردي
مفتاح
| ف | ن | ن.ن | ر.ن | د# | د.م | ل | أ.أ | ت | غ | ب | ف | ذ | م.خ | ل.ت |

(ف) فاز بالبطولة (ن) وصل النهائي (ن.ن) نصف النهائي (ر.ن) ربع النهائي (د#) الأدوار الأربعة الأولى (د.م) دور المجموعات (ل) شارك في كأس ديفيز (أ.أ) خرج من الأدوار الاولى (ت) خسر التصفيات التأهيلية (غ) غاب عن الحدث أو البطولة (ب) حصل على ميدالية برونزية (ف) حصل على ميدالية فضية (ذ) حصل على ميدالية ذهبية (م.خ) بطولة الماسترز خُفضت إلى مرتبة أقل (ل.ت) البطولة لم تعقد في السنة المعينة.
لتجنب الارتباك وازدواجية الحساب، يتم تحديث هذه المعلومات إما في نهاية البطولة، أو عندما تكون مشاركة اللاعب في البطولة قد انتهت.
| الدورة             | 2002  | 2003  | 2004  | 2005  | 2006  | 2007  | 2008  | 2009  | 2010  | المهنة م.ف | المهنة ف-خ |
| ------------------ | ----- | ----- | ----- | ----- | ----- | ----- | ----- | ----- | ----- | ---------- | ---------- |
| دورات الجراند سلام |       |       |       |       |       |       |       |       |       |            |            |
| أستراليا المفتوحة  | غ     | غ     | غ     | غ     | غ     | غ     | ت     | ت     | ت     | 0 / 0      | 0–0        |
| فرنسا المفتوحة     | غ     | غ     | غ     | غ     | غ     | غ     | ت     | ت     | غ     | 0 / 0      | 0–0        |
| بطولة ويمبلدون     | غ     | غ     | غ     | غ     | غ     | غ     | ت     | د1    | ت     | 0 / 1      | 0–1        |
| أمريكا المفتوحة    | غ     | غ     | غ     | غ     | غ     | غ     | ت     | ت     | غ     | 0 / 0      | 0–0        |
| م.ف                | 0 / 0 | 0 / 0 | 0 / 0 | 0 / 0 | 0 / 0 | 0 / 0 | 0 / 0 | 0 / 1 | 0 / 0 | 0 / 0      | بلا        |
| فوز-خسارة          | 0–0   | 0–0   | 0–0   | 0–0   | 0–0   | 0–0   | 0–0   | 0–1   | 0–0   | بلا        | 0–1        |

## روابط خارجية
- نيوزا سيلفا على موقع رابطة محترفات التنس (الإنجليزية)
- نيوزا سيلفا على موقع الاتحاد الدولي لكرة المضرب (الإنجليزية)
- نيوزا سيلفا على موقع كأس بيلي جين كينغ (الإنجليزية)
- نيوزا سيلفا على موقع خلاصة التنس.كوم (الإنجليزية)
- نيوزا سيلفا على موقع إي إس بي إن.كوم (الإنجليزية)